# خوان مونتويا
خوان مونتويا (بالإسبانية: Juan Montoya)‏ هو دراج غواتيمالي، ولد في 22 نوفمبر 1932.

## وصلات خارجية
- خوان مونتويا على موقع أرشيف الدراجات (الإنجليزية)
- خوان مونتويا على موقع إحصائيات الدراجات الإحترافية (الإنجليزية)
- خوان مونتويا على موقع أوليمبيديا (الإنجليزية)